# لانگلی (ویرجینیا)
لانگلی (به انگلیسی: Langley)، یک محدوده ثبت‌نشده در مکان‌های مشخص‌شدهٔ آماریِ مک‌لین در فیرفکس، ویرجینیا، در ایالات متحده است. لانگلی اغلب به عنوان یک دگرنام برای آژانس اطلاعات مرکزی (سیا CIA)، به عنوان دفتر مرکزی آن، مرکز اطلاعات جرج بوش استفاده می‌شود. زمینی که امروزه لنگلی را تشکیل می‌دهد، زمانی متعلق به توماس لی، فرماندار سلطنتی سابق کلنی ویرجینیا از سال ۱۷۴۹ تا ۱۷۵۰، بود. زمین‌های لانگلی به پاس و به خاطر لانگلی‌هال، که بخشی از املاک خانهٔ لی در شروپ‌شر انگلستان بود، بنام لنگ نامگذاری شد. در سال ۱۸۳۹، ۷۰۰ اَکِر (۲۸۳ هکتار) زمین توسط بنجامین ماکل از خانوادهٔ لی، با شرط نگاه‌داشتن نام، خریداری شد.

## در فرهنگ عمومی
- مجموعهٔ تلویزیونی پویانمای بابای آمریکایی! پرداختهٔ ست مک‌فارلن در لانگلی‌فالز ویرجینیا؛ یک جامعهٔ داستانی-تخیلی، شکل می‌گیرد؛ خانوادهٔ اسمیت ساکن منطقهٔ شهری واشینگتن است.
- مجموعهٔ تلویزیونی میهن؛ (برندهٔ جایزه امی)، در لانگلی برگزار می‌شود.